# 김생기
김생기(金生基, 1947년 2월 6일 ~ )는 대한민국의 정치인이다. 정읍시장 재임 중이던 2017년 공직선거법 위반 혐의로  대법원 확정 판결을 받고 시장 직을 상실했다. 본관은 도강이며, 전라북도 정읍시 출신이다.

## 학력
- 정읍 감곡초등학교 졸업
- 전주북중학교 졸업
- 전주신흥고등학교 졸업
- 전북대학교 농화학과 졸업

## 선거 활동 및 논란
김생기는 4.13 총선을 앞둔 2016년 3월 13일 정읍지역 유권자로 구성된 산악회의 등반 대회에 참석해 같은 당 후보의 지지를 직접 나서 호소한 혐의로 불구속 기소됐으며 그 이튿날인 3월 14일에도 정읍의 한 식당에서 산악회 회원 등을 상대로 같은 후보의 지지를 당부한 혐의를 받고 유죄 판결을 받았다. 1심과 2심은 "지자체장인 피고인이 선거중립의무를 저버리고 특정 정당 후보를 위해 선거운동을 해 선거의 공정성과 형평성을 훼손했다" 선고했고, 2017년 12월 대법원도 원심판결(벌금형 200만원)을 확정함에 따라 즉각 시장 직을 상실했다. 김생기 측은 2018년 1월 헌법 소원을 내고 현직을 이용한 선거활동이 아니었다고 거듭 주장했으나 헌재 또한 재판관 전원 합의로 이를 기각했다. 헌재는 "지자체장에게 선거운동이 자유롭게 허용된다면 지자체장의 영향을 받을 수밖에 없는 지자체 소속 공무원들에게 선거에서의 정치적 중립성을 기대하기 어려워질 것"이라며 "선거의 공정을 해칠 우려가 높다"고 판시했다.
이후 선출된 유진섭 전 시장 또한 2018년 6·13 지방선거 당시 측근들로부터 불법 정치자금을 받고, 지인 자녀의 부정 채용에 관여한 혐의로 대법원에서 유죄를 확정받았고이학수 현 시장은 공직 선거법 위반 혐의로 1심과 2심에서 유죄가 확정, 대법원 상고심의 결과를 기다리고 있어 전, 현직 정읍 시장들의 자질론과 자성론이 지속적으로 제기돼 왔다.

## 생애
- 2004 ~ 2006년 제17대 국회의장 정무수석 비서관
- 2007년 3월 ~ 2009년 제17대 대한석유협회 회장
- 2010년 7월 ~ 2014년 6월 제6대 전라북도 정읍시장
- 2014년 7월 ~ 2017년 12월 제7대 전라북도 정읍시장 (*대법원 유죄 확정 판결로 재임 중 시장 직 상실)

## 기타
2016년 3월 지역 산악회 등반행사와 친목모임에서 "더불어민주당을 지지해 달라"는 취지로 말했다가 공직선거법 위반 혐의로 기소되었으나 전주지방법원 정읍지원은 "피고인이 올해 1월 '자신의 심복을 시켜 선거운동을 지시했다',올해 2월 '모 국회의원 후보자에 대한 지지를 공공연하게 과시했다', 2015년 12월 '더불어민주당 소속 국회의원 후보를 위해 선거운동을 하기로 마음먹고 있었다'는 등 공소사실과 관련없는 내용이 있다"고 하면서 공소기각 판결했다.(2016고합29)

## 역대 선거 결과
|  | 31.77% |

|  | 39.38% |

|  | 49.81% |